# Desmetilflunitrazepam
Il desmetilflunitrazepam è uno psicofarmaco appartenente alla categoria delle benzodiazepine ed è un metabolita del flunitrazepam. Ha un IC50 dal valore di 1,499 nM per il recettore GABA A.